# Lasek (Petite-Pologne)
Pour les articles homonymes, voir Lasek.
Lasek est une localité polonaise de la gmina et du powiat de Nowy Targ en voïvodie de Petite-Pologne.